# 受容体型チロシンキナーゼ
受容体型チロシンキナーゼ（じゅようたいがたチロシンキナーゼ、英: receptor tyrosine kinase、略称: RTK）は、多くのポリペプチド型成長因子、サイトカイン、ホルモンに対する高親和性の細胞表面受容体である。ヒトゲノムでは90種類のチロシンキナーゼの遺伝子が同定されており、そのうち58種類が受容体型チロシンキナーゼをコードする。受容体型チロシンキナーゼは正常な細胞機能の重要な調節因子であるだけでなく、多くの種類のがんの発生と増悪においても重要な役割を担うことが示されている。受容体型チロシンキナーゼの変異は一連のシグナル伝達カスケードの活性化を引き起こし、タンパク質の発現に多くの影響を与える。
受容体型チロシンキナーゼはチロシンキナーゼファミリーの一部である。チロシンキナーゼファミリーには、膜貫通ドメインを持つ受容体型チロシンキナーゼと膜貫通ドメインを持たない非受容体型チロシンキナーゼが含まれる。

## 分類
これまでに約20種類のRTKのクラスが同定されている。
1. RTK class I（EGF受容体ファミリー）（ErbBファミリー）
2. RTK class II（インスリン受容体ファミリー）
3. RTK class III（PDGF受容体ファミリー）
4. RTK class IV（VEGF受容体ファミリー）
5. RTK class V（FGF受容体ファミリー）
6. RTK class VI（CCK（英語版）ファミリー）
7. RTK class VII（NGF受容体（英語版）ファミリー）
8. RTK class VIII（HGF受容体ファミリー）
9. RTK class IX（Eph受容体ファミリー）
10. RTK class X（AXLファミリー）
11. RTK class XI（TIE（英語版）ファミリー）
12. RTK class XII（RYK（英語版）ファミリー）
13. RTK class XIII（DDR（英語版）ファミリー）
14. RTK class XIV（RETファミリー）
15. RTK class XV（ROSファミリー）
16. RTK class XVI（LTK（英語版）ファミリー）
17. RTK class XVII（ROR（英語版）ファミリー）
18. RTK class XVIII（MuSK（英語版）ファミリー）
19. RTK class XIX（LMRファミリー）
20. RTK class XX（Undetermined）

## 構造
RTKのほとんどは単一のサブユニットからなるが、一部は多量体の複合体として存在する。その例であるインスリン受容体は、インスリン非存在下でもジスルフィド結合によって二量体を形成している。一般的には、細胞外ドメインへのリガンドの結合が受容体の二量体形成を誘導する。各単量体は、25から38アミノ酸からなる1つの疎水的な膜貫通ドメイン、細胞外のN末端領域、そして細胞内のC末端領域を持っている。細胞外のN末端領域には、免疫グロブリン（Ig）様ドメイン、EGF様ドメイン、フィブロネクチンIII型ドメイン、システインリッチ領域などのさまざまな保存された要素が存在し、RTKの各サブファミリーの特徴となっている。これらのドメインは主にリガンド結合部位であり、特定の成長因子やホルモンなどの細胞外リガンドが結合する。細胞内のC末端領域は最も高度に保存されており、受容体のキナーゼ活性を担う触媒ドメインを構成する。触媒ドメインは、受容体の自己リン酸化や基質のチロシン残基のリン酸化を触媒する。

## キナーゼ活性
生化学においてキナーゼとは、ATPなどの高エネルギー供与体分子から特定の標的分子（基質）へリン酸基を転移する酵素のことであり、その過程はリン酸化と呼ばれる。反対に、標的からリン酸基を除去する酵素はホスファターゼとして知られる。チロシンを特異的にリン酸化するキナーゼ酵素は、チロシンキナーゼと名付けられている。

リン酸
ATP
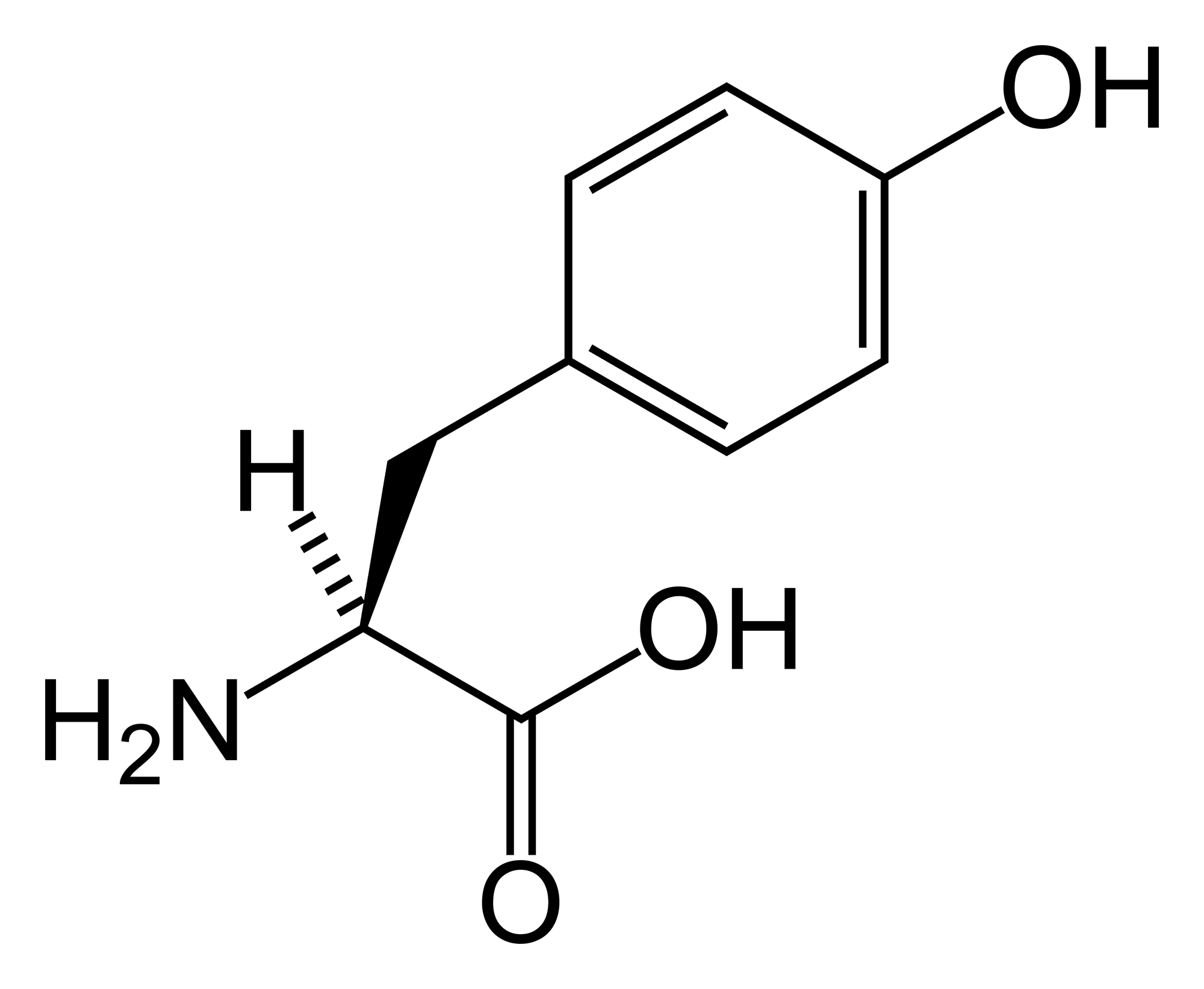
チロシン

成長因子のRTKの細胞外ドメインへの結合は、他の近接するRTKとの二量体化の引き金となる。二量体化は、タンパク質の細胞質キナーゼドメインの迅速な活性化を誘導する。これらのドメインの最初の基質は受容体自身である。その結果、活性化された受容体は細胞内の複数の特定のチロシン残基が自己リン酸化される。

## シグナル伝達
細胞外リガンドの結合は、多様な手段を通じて受容体の二量体化を引き起こしたり安定化したりする。その結果、受容体の各単量体の細胞質部分に位置するチロシンが結合パートナーの受容体によってトランス自己リン酸化されることで、シグナルが細胞膜を越えて伝播する。活性化された受容体内の特定のチロシン残基のリン酸化によって、SH2ドメインやPTBドメインを含むタンパク質の結合部位が作り出される。これらのドメインを含むタンパク質には、SrcやホスホリパーゼCγがある。これらのタンパク質の受容体への結合に伴うリン酸化と活性化がシグナル伝達経路の開始となる。活性化した受容体と相互作用する他のタンパク質はアダプタータンパク質として機能し、それら自体は酵素活性を持たない。これらのアダプタータンパク質は、RTKの活性化をMAPキナーゼシグナル伝達カスケードなど下流のシグナル伝達経路の活性化と関連付ける。
RTKが関与する必須のシグナル伝達経路の例としてはc-Metを介した経路があり、筋形成において移動する筋芽細胞の生存と増殖に必須である。c-Metの欠損はsecondary myogenesisを中断させ、LBX1と同様に四肢の筋肉組織の形成を阻害する。
RTKは複数のチロシン残基をリン酸化するため、複数のシグナル伝達経路が活性化されることもある。

## ファミリー

### EGF受容体ファミリー
ErbBタンパク質ファミリーまたは上皮成長因子受容体（EGFR）ファミリーは、4つの構造的に関連したRTKからなるファミリーである。ErbBのシグナルの不十分な伝達は、多発性硬化症やアルツハイマー病などの神経変性疾患と関係している。マウスでは、ErbBファミリーのメンバーの欠損は、いずれも肺、皮膚、心臓、脳などの組織に欠陥が生じ、胚性致死となる。ErbBシグナルの過剰な伝達は、さまざまなタイプの固形腫瘍の発生と関係している。ErbB-1とErbB-2の異常はヒトのがんの多くで見つかり、過剰なシグナル伝達がこれらの腫瘍の発生と悪性化に重要な因子である可能性がある。

### FGF受容体ファミリー
線維芽細胞増殖因子（FGF）は23種類のメンバーからなり、成長因子で最大のファミリーである。線維芽細胞増殖因子受容体（FGFR）は、4つの遺伝子の選択的スプライシングによって、48種類の異なるアイソフォームが産生される。これらのアイソフォームはリガンド結合能とキナーゼドメインに差異が存在するが、細胞外領域に3つのIg様ドメイン（D1–D3）を持つことは全てに共通であり、免疫グロブリンスーパーファミリーに属する。FGFとの相互作用はD2とD3を介して行われる。各受容体は数種類のFGFによって活性化される。多くの場合、各FGFも1つ以上の受容体を活性化する。FGF-7は例外であり、FGF2R2bだけを活性化する。5番目のFGFRの遺伝子、FGFR5（FGFRL1）も同定されている。FGFR1–4と異なり、細胞質のチロシンキナーゼドメインを持っておらず。1つのアイソフォーム（FGFR5γ）は細胞外ドメインD1とD2のみからなる。

### VEGF受容体ファミリー
血管内皮細胞増殖因子（VEGF）は、内皮細胞の増殖と血管の透過性の主要な誘導因子の1つである。細胞表面では2つのRTK、 VEGFR-1（Flt-1）とVEGFR-2（KDR/Flk-1）がVEGFを結合する。
VEGF受容体は、7つのIg様ドメインからなる細胞外部分を持っており、そのためFGFRと同じく免疫グロブリンスーパーファミリーに属する。また、1本の膜貫通領域、分割されたチロシンキナーゼドメインを含む細胞内部分を有している。VEGF-AはVEFGR-1とVEGFR-2に結合する。VEGFR-2がVEGFに対する既知の細胞応答のほぼすべてを媒介するようである。VEGFR-1の機能はよくわかっていないが、VEGFR-2のシグナル伝達を調節すると考えられている。VEGFR-1の他の機能としては、VEGFがVEGFR-2へ結合しないようにするダミーの受容体として働く可能性がある。これは胚での脈管形成中に特に重要なようである。3つ目の受容体（VEGFR-3）が発見されているが、VEGF-Aはこの受容体のリガンドではない。VEGFR-3は、VEGF-CとVEGF-Dに応答してリンパ管新生を媒介する。

### RET受容体ファミリー
RET遺伝子の選択的スプライシングによって、3つのアイソフォームが産生される。RET51、RET43、RET9はそれぞれ、C末端のテールに51、43、9アミノ酸を含むアイソフォームである。RET51とRET9が最も一般的なアイソフォームで、生物学的な役割がin vivoで最も良く研究されている。
RETは、グリア細胞株由来神経栄養因子（GDNF）ファミリーの細胞外シグナル伝達物質/リガンド（GFL）に対する受容体である。
RETを活性化するためには、GFLはまずグリコシルホスファチジルイノシトール（GPI）アンカー化されたコレセプターと複合体を形成しなければならない。コレセプター自体は、GDNF受容体α（GFRα）タンパク質ファミリーのメンバーに分類される。異なるGFRαファミリーのメンバー（GFRα1–GFRα4）は、それぞれ特定のGFLに対して特異的な結合活性を示す。GFL-GFRα複合体が形成されると、複合体は2分子のRETを接近させ、RET分子のチロシンキナーゼドメイン内の特定のチロシン残基のトランス自己リン酸化の引き金を引く。これらのチロシンのリン酸化は、その後細胞内のシグナル伝達過程を開始させる。

### Eph受容体ファミリー
エフリンとEph受容体は、RTKの最大のサブファミリーである。

### Discoidinドメイン受容体ファミリー
Discoidinドメイン受容体は、可溶性の成長因子よりもコラーゲンに結合するという点で独特なRTKである。

## 調節
RTKを介したシグナル伝達経路は、さまざまな正および負のフィードバックループによって調節されている。RTKは細胞増殖や細胞分化といった広範囲にわたる機能を調整するため、がんや線維症のような細胞機能の重度の異常を防ぐために調節の必要がある。

### チロシンホスファターゼ
プロテインチロシンホスファターゼ（PTP）は、リン酸化チロシン特異的なホスホヒドロラーゼ活性を持つ酵素のグループである。PTPはRTKの活性を正にも負にも調節することができる。PTPはRTKの活性化されたリン酸化チロシン残基を脱リン酸化し、シグナルを事実上終結させる。PTP1Bは細胞周期やサイトカイン受容体シグナル伝達の調節に関与することが広く知られているPTPであるが、EGF受容体とインスリン受容体の脱リン酸化を行うことが示されている。一方、一部のPTPは細胞シグナルの増幅に正の役割を果たす細胞表面受容体である。細胞表面の糖タンパク質であるCD45は、Src経路を阻害する特定のリン酸化チロシン残基に対し、抗原刺激による脱リン酸化に重要な役割を果たす。

### ハースタチン
ハースタチン（herstatin）はErbBファミリーの自己阻害因子（autoinhibitor）であり、RTKに結合して受容体の二量体化とチロシンのリン酸化を防ぐ。ハースタチンを発現するプラスミドでトランスフェクションを行ったCHO細胞では、EGFに応答した受容体のオリゴマー化、クローンの増殖、受容体のチロシンのリン酸化が減少した。

### 受容体のエンドサイトーシス
活性化されたRTKはエンドサイトーシスされ、受容体とシグナル伝達カスケードは最終的にダウンレギュレーションされる。クラスリンを介したエンドサイトーシスによってRTKは細胞内へ陥入し、分解される。

## 薬剤治療
RTKはがん、変性疾患、心血管疾患などさまざまな細胞の異常に関与しているため、薬剤治療の魅力的な標的である。アメリカ食品医薬品局（FDA）は、RTKの活性化によって引き起こされるがんに対する抗がん剤をいくつか承認している。薬剤は細胞外ドメインや触媒ドメインを標的として開発され、リガンド結合や受容体のオリゴマー化を阻害する。ハーセプチンはRTKの細胞外ドメインに結合するモノクローナル抗体であり、乳がんでのHER2の過剰発現の治療に用いられている。
| 薬剤                             | 標的                         | 疾患                                     | 承認年 |
| -------------------------------- | ---------------------------- | ---------------------------------------- | ------ |
| イマチニブ（グリベック）         | PDGFR, KIT, Abl, Arg         | 慢性骨髄性白血病、消化管間質腫瘍         | 2001   |
| ゲフィチニブ（イレッサ）         | EGFR                         | 食道がん、神経膠腫                       | 2003   |
| エルロチニブ（タルセバ）         | EGFR                         | 食道がん、神経膠腫                       | 2004   |
| ソラフェニブ（ネクサバール）     | Raf, VEGFR, PDGFR, Flt3, KIT | 腎細胞がん                               | 2005   |
| スニチニブ（スーテント）         | KIT, VEGFR, PDGFR, Flt3      | 腎細胞がん、消化管間質腫瘍、膵内分泌腫瘍 | 2006   |
| ダサチニブ（スプリセル）         | Abl, Arg, KIT, PDGFR, Src    | イマチニブ耐性慢性骨髄性白血病           | 2007   |
| ニロチニブ（タシグナ）           | Abl, Arg, KIT, PDGFR         | イマチニブ耐性慢性骨髄性白血病           | 2007   |
| ラパチニブ（タイケルブ）         | EGFR, ErbB2                  | 乳がん                                   | 2007   |
| トラスツズマブ（ハーセプチン）   | ErbB2                        | 乳がん                                   | 1998   |
| セツキシマブ（アービタックス）   | EGFR                         | 大腸がん、頭頸部がん                     | 2004   |
| ベバシズマブ（アバスチン）       | VEGF                         | 肺がん、大腸がん                         | 2004   |
| パニツムマブ（ベクティビックス） | EGFR                         | 大腸がん                                 | 2006   |